# Rula Ghani
Rula Ghani nascida Rula Saade ; nome afegã: Bibi Gul (1948) foi a primeira-dama do Afeganistão e é a esposa do ex-presidente do Afeganistão, Ashraf Ghani.
Em 2015, Rula Ghani foi nomeada uma das 100 pessoas mais influentes do mundo, pela revista Time.